# Oksywska Kolej Nadbrzeżna
Oksywska Kolej Nadbrzeżna (niem. Uferbahn in Oxhöft) – nieistniejąca już linia kolei wąskotorowej 600 mm w Gdyni. Zbudowana została przez Niemców w latach II wojny światowej i tylko w okresie okupacji miasta była wykorzystywana.

## Opis
Linia łączyła dwa niemieckie ośrodki badawcze torped: Torpedowaffenplatz Hexengrund w Babich Dołach i Torpedo Versuchs Anstalt Oxhoft na Oksywiu. Transportowano nią wyłącznie ładunki. Zajezdnia kolejki z warsztatem naprawczym była na Babich Dołach, w porcie na Oksywiu zbudowano tylko rampę do rozładunku.
Kolejka znana jest też pod nazwą „Kaszubski Ekspress”. Tę potoczną nazwę nadali kolejce Niemcy – Kaschubenexpreß. 
Po wojnie z jej pozostałości zbudowano m.in. rybacką kolejkę na zboczu oksywskiego klifu. Kąt nachylenia torów wynosi od 20 do 40 stopni i być może dlatego (błędnie) nazwano ją kolejką górską. Do przemieszczania wagonów służy wyciągarka znajdująca się w małym pomieszczeniu na szczycie klifu. Kolejka obecnie wykorzystywana jest sporadycznie do zbierania połowu z nielicznych kutrów osady rybackiej na Oksywiu. Podobny wyciąg torowy do transportu połowów znajduje się przy przystani rybackiej na Babich Dołach.
Ostatnią pozostałością taboru używanego przez Niemców jest wagonik transportowy stanowiący stałą ekspozycję wystawy w schronie mieszczącym się w Gdyni przy ulicy Morskiej 189.

## Literatura
- Friedrich Lauck, Der Lufttorpedo. Entwicklung und Technik in Deutschland 1915–1945, Monachium 1981
- Obiekty podwodne i militaria Zatoki Gdańskiej, praca zbiorowa, Gdynia 2001